# Добрянське (Охтирський район)
Добря́нське (до 1905 року — Гнилівка) — село в Україні, у Великописарівській громаді Охтирського району Сумської області. Дворів — 549. Населення становить 1039 осіб. Колишній орган місцевого самоврядування — Добрянська сільська рада.
Сільській раді було підпорядковане також село Сидорова Яруга.

## Географія
Село розташоване на лівому березі Ворскли, за 18 км від Великої Писарівки, і за 12 км від залізничної станції Кириківка.

## Історія
Село вперше згадується у писемних джерелах 1699 року. На території сучасного села Добрянське було три населених пункти (Добрянське, Гнилівка, Підгірна).
Перші поселення виникли на невеличких острівцях серед боліт, що оточували Ворсклу. Ці місця жителі називали «гнилими». Звідси й пішла перша назва села — Гнилівка.
Радянська окупація у селі встановилася наприкінці грудня 1917 року.
В серпні 1921 року в Добрянському організована перша сільськогосподарська артіль.
520 жителів села Добрянське воювали на фронтах Другої світової війни та в партизанських загонах, 268 з них відзначені нагородами, 176 полягли смертю хоробрих.
На увічнення пам'яті солдатів радянської армії, що загинули в боях за село, споруджено пам'ятник, за яким доглядають учні місцевої школи.
Село постраждало внаслідок геноциду українського народу, проведеного урядом СССР 1932–1933 та 1946–1947 роках.
27 грудня 1957 року с-ще Мануїльського перейменоване на село Мирне (згодом увійшло в смугу села Добрянське).
Поблизу села Добрянське виявлено рештки поселення черняхівської культури (V–II ст.).
12 червня 2020 року, відповідно до розпорядження Кабінету Міністрів України № 723-р «Про визначення адміністративних центрів та затвердження територій територіальних громад Сумської області», село увійшло до складу Великописарівської селищної громади.
19 липня 2020 року, в результаті адміністративно-територіальної реформи та ліквідації Великописарівського району, увійшло до складу новоутвореного Охтирського району.

## Населення

### Мова
Розподіл населення за рідною мовою за даними перепису 2001 року:
| Мова       | Кількість | Відсоток |
| ---------- | --------- | -------- |
| російська  | 956       | 92.01%   |
| українська | 82        | 7.89%    |
| вірменська | 1         | 0.10%    |
| Усього     | 1039      | 100%     |

## Сьогодення
В селі Добрянське працюють:
- навчально-виховний комплекс, у якому навчається 113 учнів,
- сільський Будинок культури,
- бібліотека,
- амбулаторія.